# Hipismo nos Jogos Pan-Americanos de 2015 - Adestramento individual
A competição do adestramento individual foi um dos eventos do hipismo nos Jogos Pan-Americanos de 2015. Foi disputada no Parque Equestre Pan-Americano OLG, em Toronto entre 11 e 14 de julho.

## Calendário
Horário local (UTC-4).
| Data        | Horário | Fase                 |
| ----------- | ------- | -------------------- |
| 11 de julho | 9:00    | Grand Prix           |
| 12 de julho | 9:00    | Grand Prix Special   |
| 14 de julho | 11:00   | Grand Prix Freestyle |

## Medalhistas
| Ouro   | USA Steffen Peters (Legolas 92)          |
| Prata  | USA Laura Graves (Verdades)              |
| Bronze | CAN Christopher von Martels (Zilverstar) |

## Resultados

### Qualificação
| Pos. | Ginete                     | Nacionalidade            | Cavalo              | PG / GP | PG / GP | Int I / GPS | Int I / GPS | Total   | Notas |
| Pos. | Ginete                     | Nacionalidade            | Cavalo              | Pontos  | Pos.    | Pontos      | Pos.        | Total   | Notas |
| ---- | -------------------------- | ------------------------ | ------------------- | ------- | ------- | ----------- | ----------- | ------- | ----- |
| 1    | Kimberly Herslow           | USA Estados Unidos       | Rosmarin            | 75.184  | 3       | 77.158      | 2           | 152.342 | Q     |
| 2    | Laura Graves               | USA Estados Unidos       | Verdades            | 75.080  | 4       | 77.177      | 1           | 152.257 | Q     |
| 3    | Brittany Fraser            | CAN Canadá               | All in              | 76.105  | 2       | 76.079      | 4           | 152.184 | Q     |
| 4    | Christopher von Martels    | CAN Canadá               | Zilverstar          | 75.026  | 5       | 76.210      | 3           | 151.236 | Q     |
| 5    | Steffen Peters             | USA Estados Unidos       | Legolas 92          | 77.240  | 1       | 72.667      | 7           | 149.907 | Q     |
| 6    | Belinda Trussell           | CAN Canadá               | Anton               | 73.440  | 6       | 75.078      | 5           | 148.518 | Q     |
| 7    | Sabine Schut-Kery          | USA Estados Unidos       | Sanceo              | 71.790  | 7       | 73.553      | 6           | 145.343 |       |
| 8    | Megan Lane                 | CAN Canadá               | Caravella           | 70.900  | 8       | 71.392      | 8           | 142.292 |       |
| 9    | Luis Denizard              | PUR Porto Rico           | Royal Affair        | 69.395  | 13      | 70.211      | 9           | 139.606 | Q     |
| 10   | Virginia Yarur             | CHI Chile                | Finn                | 69.158  | 16      | 70.210      | 10          | 139.368 | Q     |
| 11   | Jesús Palacios             | MEX México               | Wizard Banamex      | 69.526  | 10      | 69.500      | 12          | 139.026 | Q     |
| 12   | Leandro Aparecido da Silva | BRA Brasil               | Di Caprio           | 69.474  | 11      | 69.026      | 15          | 138.500 | Q     |
| 13   | João Victor Marcari Oliva  | BRA Brasil               | Xama dos Pinhais    | 69.184  | 15      | 69.211      | 14          | 138.395 | Q     |
| 14   | Maria Manfredi             | ARG Argentina            | Bandurria Kacero    | 68.658  | 17      | 69.369      | 13          | 138.027 | Q     |
| 15   | João Paulo dos Santos      | BRA Brasil               | Veleiro do Top      | 67.842  | 19      | 70.158      | 11          | 138.000 | Q     |
| 16   | Bernadette Pujals          | MEX México               | Heslegaards Rolex   | 69.440  | 12      | 67.922      | 17          | 137.362 | Q     |
| 17   | Esther Mortimer Jones      | GUA Guatemala            | Adajio              | 70.290  | 9       | 67.053      | 20          | 137.343 | Q     |
| 18   | Bernal Raul Corchuelo      | COL Colômbia             | Beckham             | 69.237  | 14      | 67.658      | 18          | 136.895 | Q     |
| 19   | Julio Mendoza Loor         | ECU Equador              | Chardonnay          | 67.026  | 21      | 68.211      | 16          | 135.237 | Q     |
| 20   | Marco Bernal               | COL Colômbia             | Farewell IV         | 67.921  | 18      | 66.921      | 21          | 134.842 | Q     |
| 21   | Christer Egerstrom         | CRC Costa Rica           | Bello Oriente       | 66.790  | 22      | 66.658      | 23          | 133.448 | Q     |
| 22   | José Luis Padilla          | MEX México               | Donnesberg          | 66.237  | 23      | 66.842      | 22          | 133.079 | Q     |
| 23   | Micaela Mabragana          | ARG Argentina            | Granada             | 67.220  | 20      | 65.667      | 25          | 132.887 |       |
| 24   | Sarah Waddell              | BRA Brasil               | Donelly 3           | 65.632  | 26      | 67.184      | 19          | 132.816 |       |
| 25   | Irina Moleiro de Muro      | VEN Venezuela            | Von Primaire        | 65.500  | 27      | 66.632      | 24          | 132.132 | Q     |
| 26   | Alejandro Gomez Sigala     | VEN Venezuela            | Zalvador            | 66.105  | 24      | 64.210      | 27          | 130.315 |       |
| 27   | Anne Egerstrom             | CRC Costa Rica           | Amorino             | 66.053  | 25      | 63.552      | 28          | 129.605 |       |
| 28   | Patricia Ferrando Zilio    | VEN Venezuela            | Alpha's Why Not     | 63.158  | 32      | 65.447      | 26          | 128.605 |       |
| 29   | Andrea Schorpp Pinot       | GUA Guatemala            | Zedrick Dyloma      | 65.368  | 28      | 63.237      | 29          | 128.605 |       |
| 30   | Cesar Lopardo Grana        | ARG Argentina            | Tyara               | 63.200  | 31      | 62.980      | 30          | 126.180 |       |
| 31   | Alexandra Domínguez        | GUA Guatemala            | Beijing A           | 64.184  | 29      | 61.500      | 39          | 125.684 |       |
| 32   | Karen Atala Zablah         | HON Honduras             | Weissenfels         | 63.316  | 30      | 62.000      | 35          | 125.316 |       |
| 33   | Juan Sanchez de Brigard    | COL Colômbia             | First Fisherman     | 62.658  | 33      | 62.289      | 32          | 124.947 |       |
| 34   | Virginia McKey             | BER Bermudas             | Wolkenglanz         | 61.421  | 37      | 62.816      | 31          | 124.237 |       |
| 35   | Michelle Batalla Navarro   | CRC Costa Rica           | Vivi Light          | 61.868  | 35      | 62.026      | 33          | 123.894 |       |
| 36   | Margarita de Castillo      | GUA Guatemala            | Quanderus           | 61.579  | 36      | 62.026      | 33          | 123.605 |       |
| 37   | Julio Fonseca              | CHI Chile                | Wettkonig           | 60.947  | 39      | 61.947      | 36          | 122.894 |       |
| 38   | Oscar Coddou               | CHI Chile                | Favory Duba 66      | 62.579  | 34      | 60.237      | 41          | 122.816 |       |
| 39   | Ramon Beca                 | URU Uruguai              | Zaire               | 60.960  | 38      | 61.647      | 38          | 122.607 |       |
| 40   | Maria Ugalde               | ARG Argentina            | Caquel Cautivo      | 60.658  | 40      | 61.421      | 40          | 122.079 |       |
| 41   | Manuel Montero             | CHI Chile                | Everybody Dance Now | 58.842  | 41      | 61.868      | 37          | 120.710 |       |
| 42   | Maria Aponte González      | COL Colômbia             | Prety Woman         | 57.789  | 42      | NS          | 42          |         |       |
| 43   | Yvonne Losos de Muñiz      | DOM República Dominicana | Foco Loco W         | EL      | 43      |             | 43          |         |       |

### Final
| Pos.              | Ginete                     | Nacionalidade      | Cavalo            | GPF Pontos | Notas |
| ----------------- | -------------------------- | ------------------ | ----------------- | ---------- | ----- |
| Medalha de ouro   | Steffen Peters             | USA Estados Unidos | Legolas 92        | 80.075     |       |
| Medalha de prata  | Laura Graves               | USA Estados Unidos | Verdades          | 79.825     |       |
| Medalha de bronze | Christopher von Martels    | CAN Canadá         | Zilverstar        | 79.500     |       |
| 4                 | Belinda Trussell           | CAN Canadá         | Anton             | 76.800     |       |
| 4                 | Brittany Fraser            | CAN Canadá         | All in            | 76.800     |       |
| 6                 | Leandro Aparecido da Silva | BRA Brasil         | Di Caprio         | 73.300     |       |
| 7                 | João Victor Marcari Oliva  | BRA Brasil         | Xama dos Pinhais  | 73.275     |       |
| 8                 | Kimberly Herslow           | USA Estados Unidos | Rosmarin          | 73.175     |       |
| 9                 | João Paulo dos Santos      | BRA Brasil         | Veleiro do Top    | 72.950     |       |
| 10                | Jesús Palacios             | MEX México         | Wizard Banamex    | 71.525     |       |
| 11                | Esther Mortimer Jones      | GUA Guatemala      | Adajio            | 71.450     |       |
| 12                | Virginia Yarur             | CHI Chile          | Finn              | 71.175     |       |
| 13                | Maria Manfredi             | ARG Argentina      | Bandurria Kacero  | 70.725     |       |
| 13                | Luis Denizard              | PUR Porto Rico     | Royal Affair      | 70.725     |       |
| 15                | Bernadette Pujals          | MEX México         | Heslegaards Rolex | 70.600     |       |
| 16                | Bernal Raul Corchuelo      | COL Colômbia       | Beckham           | 69.950     |       |
| 17                | Julio Mendoza Loor         | ECU Equador        | Chardonnay        | 69.800     |       |
| 18                | José Luis Padilla          | MEX México         | Donnesberg        | 69.350     |       |
| 19                | Marco Bernal               | COL Colômbia       | Farewell IV       | 68.975     |       |
| 20                | Christer Egerstrom         | CRC Costa Rica     | Bello Oriente     | 68.675     |       |
| 21                | Irina Moleiro de Muro      | VEN Venezuela      | Von Primaire      | 66.600     |       |